# SOR LH 9.5
SOR LH 9.5 — туристический автобус, выпускаемый чешской компанией SOR Libchavy с 2002 года.

## Конструкция
Автобус SOR LH 9.5 идентичен автобусу SOR LC 9.5. Он оборудован двумя выдвижными дверьми. Компоновка автобуса заднемоторная, заднеприводная. Кузов сделан из металла, салон выполнен в пластиковой оправе. Задняя ось автобуса MERITOR. Отличия заключаются в передней и задней частях.

## Производство
Автобус SOR LH 9.5 является производной моделью от SOR LC 9.5. Он обслуживает междугородние маршруты. Недостаток заключается в том, что автобус вмещает в себя гораздо меньше пассажиров, чем любой другой туристический автобус.